# Устин (тигр)
Устин — амурский тигр, спасённый людьми и известный тем, что совершил путешествие из России в Китай и обратно.

## Биография
В 2012 году в дальневосточной тайге были найдены 5 амурских тигрят, которые были очень истощены. Их мать убили браконьеры. Специалисты выходили тигрят и через год выпустили часть из них в дикую природу, надев перед этим на них специальные ошейники, чтобы отслеживать их передвижения.
Устин недолго бродил по России, и в ноябре 2014 года со своим братом Кузей отправился в Китай, переплыв Амур. Этот факт вызвал большое беспокойство у зоологов России и Китая. Находясь в незнакомой стране, Устин мог ранить сам себя, или спровоцировать местных жителей убить его. В Китае Устин неоднократно разорял местных фермеров, нападал на их скот. Он убил много коз и других домашних животных. Вернувшись в Россию, Устин пугал местных жителей, ел собак и домашний скот. Устин обосновался в Большехехцирском заповеднике (недалеко от Хабаровска), несколько раз нападал на собак. В конце декабря 2014 года его отловили и поместили в реабилитационный центр в Приморье. Было установлено, что тигр получил травму, перебираясь через границу.
В феврале 2015 года Устин был окончательно устроен в зоопарк Ростова-на-Дону. Некоторое время он находился на карантине. На первых порах он был очень агрессивен, и экспертам было трудно с ним работать, но со временем его характер улучшился. В зоопарке он сошёлся с тигрицей по имени Прима. Тигриная пара дала потомство.